# Apahida
Apahida (ungarisch Apahida, übersetzt „Die Brücke der Mönche“, lat. Pons Abbatis, „Die Brücke des Abtes“, deutsch (alt) Bruckendorf, Brukendorf) ist eine Gemeinde im Kreis Cluj, in der Region Siebenbürgen in Rumänien.
Die Ortschaft ist vor allem durch ihre drei Prunkgräber aus der Völkerwanderungszeit zu Berühmtheit gelangt. Siebenbürgen ist eine Landschaft, die seit dem Neolithikum besiedelt ist und vom Rohstoffreichtum der Karpaten profitiert. Das Fundmaterial aus der Völkerwanderungszeit nimmt in der zweiten Hälfte des 5. Jahrhunderts in Siebenbürgen deutlich zu. Es finden sich im 5. Jahrhundert viele recht bescheiden ausgestattete Einzelgräber und kleine Grabgruppen, dazu eindrucksvolle Schatzfunde wie beispielsweise Pietroasa (um 400 n. Chr.) oder Șimleu Silvaniei.

## Prunkgräber

### Grab 1
Dieses erste Prunkgrab wurde bereits am 12. Juni 1889 zufällig geborgen, als vier Arbeiter bei der Gewinnung von Schotter plötzlich auf Schmuckstücke stießen. Das geborgene Bestattungsinventar ist sicherlich nicht vollständig, ein Teil wird infolge der turbulenten Umstände der Entdeckung verloren gegangen sein. Wichtige Fundstücke sind eine goldene Zwiebelknopffibel, Tierkopfanhänger, silberne Kannen byzantinischer Herkunft sowie eine große Zahl an mit Almandinen besetzten Schmuckstücken. Zudem finden sich mehrere Fingerringe, von denen einer den eingravierten Namen Omharus trägt. Das Grab wird in das letzte Viertel des 5. Jahrhunderts nach Christus datiert.

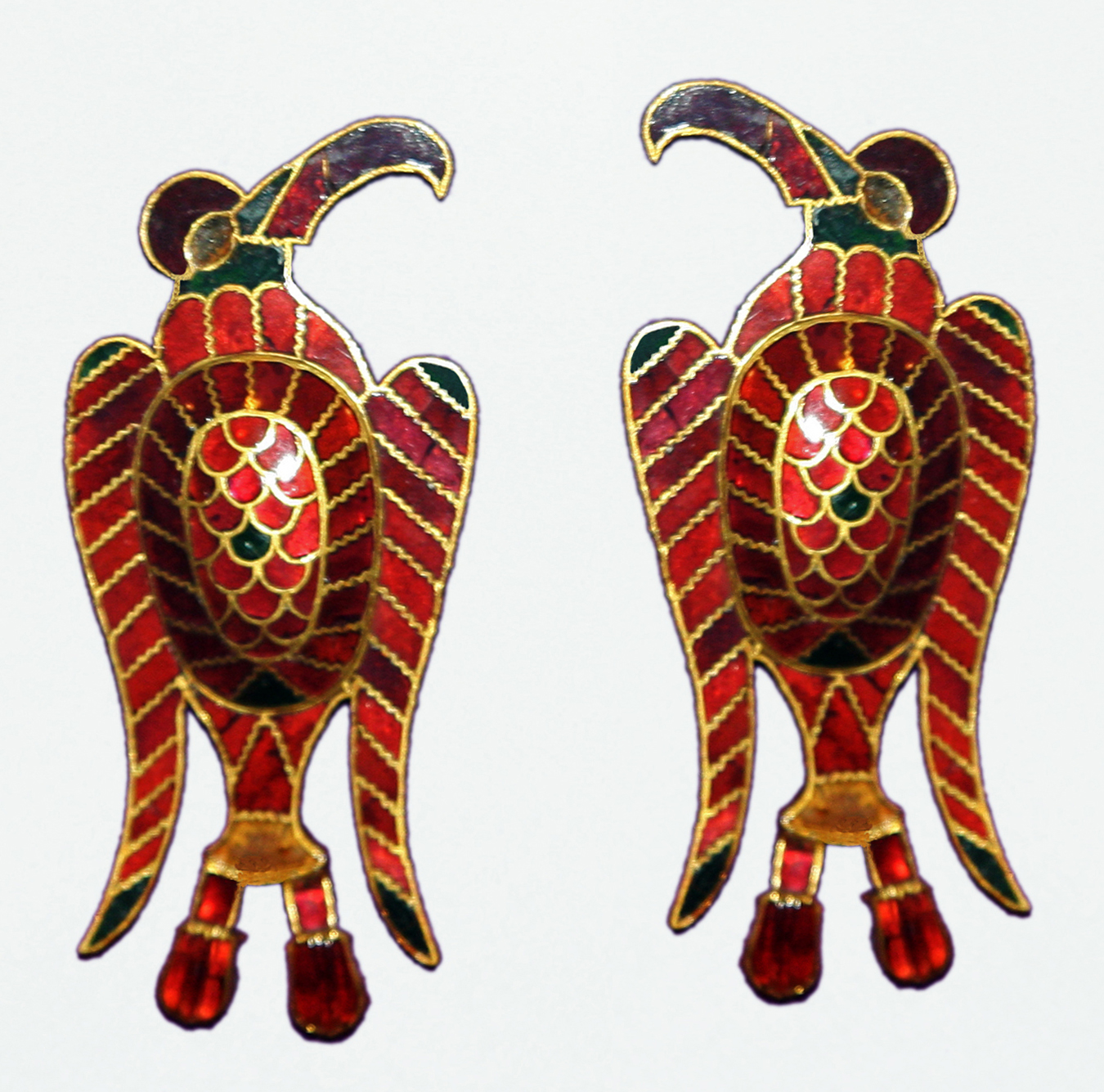
Sattelbeschläge

### Grab 2
Das Grab II – 1968/69 durch Kurt Horedt geborgen – liegt ca. 500 m entfernt vom chronologisch jünger einzuschätzenden Grab I (Omharus-Grab).  Zu erwähnen sind hier Sattelbeschläge, Trensen und weiteres Reitzubehör. Daneben findet sich eine Spatha, das bekannteste germanische Langschwert. Sehr schön sind die almandinbesetzen Adlerfiguren. In der Form der Beschläge und der Einlagen zeigen sich vor allem Übereinstimmungen mit einem Schatz aus Cluj-Someşeni, der in nur drei Kilometer Entfernung von Apahida 1963 aufgefunden worden war.

### Grab 3
Beim Bau eines neuen Gebäudes, das zwischen den Fundstellen der beiden anderen Gräber errichtet werden sollte, wurde 1973 vermutlich ein drittes Fürstengrab angeschnitten. Im Aushub fand ein Kind zufällig eine große Gürtelschnalle, die es als Spielzeug hinter sich herzog. Weitere Reste aus diesem Grab konnten nicht ausfindig gemacht werden. Das dritte Grab schließt der Schnallenform nach eher an das jüngere Omharusgrab an.

### Interpretation
In der Literatur werden im Allgemeinen diese Gräber den Gepiden zugeordnet. Byzantinische und christliche sowie reiternomadische Einflüsse schließen sich allerdings in den beiden Gräbern (Grab I und II) eigentlich gegenseitig aus, so dass eine genaue Zuordnung schwerfällt. Alternativ werden Ostgoten und Alanen gehandelt. Martin Eggers deutete die Ringinschrift Omharus als germanischen Personennamen des begrabenen Fürsten und identifizierte diesen spekulativ mit Ormarr, einem ostgotischen Adligen des altnordisch überlieferten Hunnenschlachtliedes. Ádám Szabó hingegen stützte sich auf die Lesung des M als NA-Ligatur und las Onachar, eine Variante des eher in Westeuropa üblichen germanischen Namens Aunacharius (u. ä.). Er vermutete in dem Fürsten daher einen hochrangigen Flüchtling, der bei den Gepiden Asyl fand.
Besonders auffällig sind die Ähnlichkeiten in der Verzierungstechnik. Hier fallen im Besonderen die Gürtelschnallen auf, die allen drei Gräbern gleich sind. Es handelt sich um eine sogenannte Cloisonné-Verzierung. Aufgrund der Ähnlichkeit mit Arbeiten aus anderen Gräbern hat dies zu Vermutungen von gemeinsamen Werkstätten geführt. Im 1200 km entfernten Grab des Childerich fanden sich ähnliche Arbeiten und Verzierungen.